# Greenville (Kentucky)
Greenville település az Amerikai Egyesült Államok Kentucky államában, Muhlenberg megyében, melynek megyeszékhelye is. Lakosainak száma 4492 fő (2020. április 1.).

## Népesség
A település népességének változása:

| 2010 | 4 312 |
| 2020 | 4 492 |